# Azerbeidzjan van A tot Z

Locatie van Azerbeidzjan

Vlag van Azerbeidzjan

## A
.az -
Abşeron -
Absurdistan (film) -
Ağcabədi (district) -
Ağdam (district) -
Ağdaş (district) -
Ağstafa (district) -
Ağsu (district) -
Stadsstadion Ağsu -
Suada Alekperova -
Alexander Nevski-kathedraal (Bakoe) -
Heydar Aliyevstadion -
Səfurə Əlizadə -
Fikret Amirov -
Apsjeron -
Aras (rivier) -
Araz-Naxçıvan PFK -
Asjik Kerib (film) -
Astara (district) -
Ayran -
AZAL Arena -
Azal Avia Cargo -
Azerbaijan Airlines -
Azərbaycan Dəmir Yolları -
Azerbeidzjaans -
Azerbeidzjaanse architectuur -
Azerbeidzjaanse folklore -
Azerbeidzjaanse keuken -
Azerbeidzjan op het Eurovisiesongfestival -
Azerbeidzjan op het Eurovisiesongfestival 2011 -
Azerbeidzjan op het Eurovisiesongfestival 2012 -
Azerbeidzjan op het Eurovisiesongfestival 2013 -
Azerbeidzjan op het Eurovisiesongfestival 2014 -
Azeri-Chirag-Guneshli (olieveld) -
AzTV

## B
Səbinə Babayeva -
Bakcell Arena -
Babək (rayon) -
Baklava -
Bakoe -
Bakoe-Tbilisi-Ceyhan-pijpleiding -
Baku Crystal Hall -
Baku Stock Exchange -
Balakən (district) -
Baltika-Baku -
Anatoli Banişevskistadion -
Bayilstadion -
Bazardüzü -
Bərdə (district) -
Bestuurlijke indeling van Azerbeidzjan -
Beyləqan (district) -
Bibi-Heybat -
Bier in Azerbeidzjan -
Biləsuvar (district) -
Bnito -
Branobel

## C
Nigar Camal -
Samir Cavadzadə - 
Cəbrayıl (district) -
Cəlilabad (district) -
Culfa (rayon) -
Cultuur in Azerbeidzjan

## D
Dadivank -
Dalğa Arena -
Daşkəsən (district) -
Dolma

## E
Economie van Azerbeidzjan -
Organisatie voor Economische Samenwerking -
Europese weg 002 -
Europese weg 60 -
Europese weg 99 -
Europese weg 119

## F
Fuzûlî -
Füzuli (district)

## G
Stadsstadion Gabala -
Ahmed Gadzhiev -
Stadsstadion Gandja -
Gara Garajev -
Ismat Gayibovstadion -
Stadsstadion Gazakh -
Gədəbəy (district) -
Geografie van Azerbeidzjan -
Goranboy (district) -
Goyazan -
Göyçay (district) -
Göygöl (district) -
Grote Kaukasus

## H
Hacıqabul (district) -
Elnur Hüseynov -
Mehdi Huseynzadestadion

## I
Icherisheher FK -
İctimai -
Imair Airlines -
İmişli (district) -
Industrie in Azerbeidzjan -
Inshaatchystadion -
Iori -
İsmayıllı (district) -
Tofikh Ismayilovstadion -
ISO 3166-2:AZ

## K
Karabach (gebied) -
Rustam Karimov -
Kaspische Zee -
Kathedraal van Sjoesja -
Katholieke Kerk in Azerbeidzjan -
Kaukasus (gebied) -
Kazan (kookgerei) -
Kəlbəcər (district) -
Kəngərli (rayon) -
Klimaat van Azerbeidzjan -
Koera -
Kürdəmir (district) -
Kutab

## L
Laçın (district) -
Laçın-corridor -
Lahmacun -
Stadsstadion Lankaran -
Lavash -
Lənkəran (district) -
Lerik (district) -
Lijst van Azerbeidzjaanse luchtvaartmaatschappijen -
Lijst van meren in Azerbeidzjan -
Lijst van plaatsen in Azerbeidzjan

## M
M1 (Azerbeidzjan) -
M2 (Azerbeidzjan) -
M3 (Azerbeidzjan) -
M4 (Azerbeidzjan) -
Maagdentoren -
Raoef Mamedov -
Fərid Məmmədov -
Yashar Mammadzadestadion -
Azerbeidzjaanse manat -
Masallı (district) -
MOIK-stadion -
Molla Nasreddin (Azerbeidzjan) -
Mugham

## N
Nachitsjevan -
Nachitsjevan (stad) -
Stadsstadion Nachitsjevan
Nachitsjevanse Autonome Socialistische Sovjetrepubliek -
Nagorno-Karabach -
Nariman Narimanovstadion -
Nationaal Historisch Museum van Azerbeidzjan -
Nationaal Park Gobustan -
Nationale Bibliotheek van Azerbeidzjan -
Nationale Vergadering (Azerbeidzjan) -
Neft Daşları -
Neftçala (district) -
Noordelijke Kaukasus - 
Noroez

## O
Oğuz (district) -
Ordubad (rayon) -
Shovkat Ordukhanovstadion

## P
Paleis van de Shirvanshah -
Pilav -
Piti -
Porak

## Q
Eldar Qasımov -
Qəbələ (district) -
Qax (district) -
Qazax (district) -
Qobustan (district) -
Quba (district) -
Qubadlı (district) -
Qusar (district)

## R
Aleksandr Rabinovitsj-Barakovski -
Republiek van de Aras -
Running scared

## S
Saatlı (district) -
Sabirabad (district) -
Şabran (district) - 
Şahbuz (rayon) -
Salyan (district in Azerbeidzjan) -
Şamaxı (district) -
Samux (district) -
Sarysumeer -
Sədərək (rayon) -
Şəki (district) -
Şəmkir (district) -
Stadsstadion Shamkir -
Şərur (rayon) -
Shafastadion -
Shahdaghberg -
Shah Deniz-gasveld -
Silk Way Airlines -
Sint-Jegisjekerk -
Sjasliek -
Siyəzən (district) -
Sky Wind -
Staatsuniversiteit van Bakoe -
Omar Sultanov -
Şuşa (district) -
State Oil Fund of Azerbaijan (SOFAZ) -
State Oil Company of Azerbaijan Republic (SOCAR)

## T
Tandooribrood -
Televisietoren van Bakoe -
Tərtər (district) -
Aysel Teymurzadə -
Tofikh Bakhramovstadion -
Tovuz (district) -
Stadsstadion Tovuz -
Transkaukasië -
Bogdan Trotsoek -
Tsghoek-Karckar -
Turan Air -
Azerbeidzjan op het Türkvizyonsongfestival

## U
Ucar (district in Azerbeidzjan)

## V
Bakhtiyar Vahabzadeh -
Vlag van Azerbeidzjan -
Lijst van voetbalstadions in Azerbeidzjan -
Volkslied van Azerbeidzjan -
Vuurtempel van Bakoe

## W
Wapen van Azerbeidzjan

## X
Xaçmaz (district) -
Xırdalan (bier) -
Xızı (district) -
Xocalı (district) - 
Xocavənd (district)

## Y
Yardımlı (district) -
Yevlax (district) -
Stadsstadion Yevlax

## Z
Zabratstadion -
Aziza Mustafa Zadeh -
Zaqatala (district) -
Stadsstadion Zaqatala -
Zəngilan (district) -
Zərdab (district) - 
Zuidelijke Kaukasus